# Moke Fils
Moke Fils (de son vrai nom Jean-Marie Mosengwo Odia) est un artiste peintre congolais, né vers 1968 à Kinshasa en République démocratique du Congo.